# ده اشكنان (حسينية انديمشك)
ده اشکنان (بالفارسية: ده‌اشکنان) هي قرية تقع في إيران في قسم حسینیة الريفي.